# Славин, Николай Васильевич
Никола́й Васи́льевич Сла́вин (4 мая 1903, село Брасово, Орловская губерния — 9 сентября 1958, Копенгаген, Дания) — советский военный деятель, сотрудник ГРУ и дипломат. Генерал-лейтенант (1945).

## Биография
Родился 4 мая 1903 года в селе Брасово Севского уезда Орловской губернии (ныне Брасовский район Брянской области России) в семье служащих. Русский. В РККА с 1921. Член ВКП(б) с 1927.
Окончил школу 2-й ступени (1920), школу физического образования (1922—1924), Военно-теоретическую школу ВВС РККА (1927—1928), 3-ю Военную школу летчиков и летчиков-наблюдателей им. К. Е. Ворошилова (1928—1929), Восточный факультет Военной академии имени М. В. Фрунзе (1933—1936).
Службу начал красноармейцем в Школе инструкторов допризывной подготовки (июль 1921 — сентябрь 1922). Служил руководителем кружка Объединённого клуба учреждений РВС СССР (октябрь 1924 — октябрь 1926), комендант КУКС по разведке РУ штаба РККА (октябрь 1926 — апрель 1927). Инструктор учебной эскадрильи 3-й военной школы летчиков и летчиков-наблюдателей им. К. Е. Ворошилова, командир авиазвена (июль 1929 — апрель 1933).
В РУ РККА — РУ Генштаба Красной армии: в распоряжении (ноябрь 1936 — июль 1938), военный советник в Китае, начальник оперативного отдела при главном военном советнике. Помощник военного атташе по авиации при полпредстве СССР в Китае (июль 1938 — сентябрь 1939), в распоряжении (сентябрь 1939 — февраль 1940), старший помощник начальника, начальник 1-го отделения (февраль 1940 — июнь 1941), помощник начальника (с июня 1941) Отдела спецзаданий.
Участник Великой Отечественной войны. Начальник Отдела, затем Управления специальных заданий РУ — ГРУ Генштаба РККА (1941—1946), который осуществлял руководство советскими военными миссиями в зарубежных государствах, с 1945 одновременно помощник начальника Генштаба по внешним сношениям.

«очень тонкую работу по поддержанию контактов с Наркоматом иностранных дел и по связям Генштаба с союзниками вел со своим немногочисленным, но очень квалифицированным аппаратом скромнейший, кристальной души человек генерал-лейтенант Н. В. Славин»
— С. М. Штеменко
В январе 1943 представлен к награде «за отличную организацию транспортировки грузов в Китай».
На педагогической работе в военном ведомстве с 1946 по 1953 год, а с 1949 по 1953 год — начальник Военно-дипломатической академии Советской Армии.
Заведующий 2-м Европейским отделом МИД СССР (1953—1955). Чрезвычайный и полномочный посланник/посол СССР в Дании (июль 1955 — сентябрь 1958).
Скоропостижно скончался в Копенгагене (Дания) 9 сентября 1958 года.
Похоронен на Новодевичьем кладбище Москвы.

## Награды
- Орден Ленина
- 3 Орденa Красного Знамени
- Орден Кутузова I и II степени
- Орден Отечественной войны I степени
- Орден Красной Звезды
- Орден «Легион почёта» (США)
- Орден Почётного легиона (Франция)
- Орден «Братство и единство» (Югославия)
- Орден «Партизанская Звезда» I степени (Югославия)
- Орден Белого льва II степени (20 июня 1945, Чехословакия)[3]
- Орден Красного Знамени (Монголия)
- Орден «Крест Грюнвальда» (Польша)
- Орден Святого Олафа (Норвегия)
- Орден «За заслуги» (Болгария)
- Орден Облака и Знамени IV степени (Китай)